# 男性的性
男性的性（Human male sexuality）包括了許多不同的感覺以及行為。對男性而言，性吸引力可能會由於許多對於潛在伴侶的生理以及社會特質傾向所引起。男性的性行為會受到許多因素的影響，例如演化心理學、個體人格、教養方式，以及文化等因素。大部份的男性是异性恋，不過也有相當比例的男性是同性戀或是不同程度的双性恋。

## 性吸引力
男性對於女性配偶的偏好有外貌方面的因素，也有一些是和外貌無關的因素。男性的偏好中有很大部份是跨文化的，不過也有少數的例外。

### 外貌因素
研究指出男性比較容易會被年輕且身體對稱的女性所吸引。臉部對稱性、女性气质以及平均水平（不要太胖或太瘦，太高或太矮）也和對男性的吸引力有關。一般來說，女性的乳房對男性是有性吸引力的，而且在許多文化中都是如此。男性比較喜歡淺膚色的女性，在很多文化中都是如此。

較有吸引力腰臀比（0.7）和較沒有吸引力腰臀比（0.9）的比較

腰臀比（WHR）相對較低的女性比較有吸引力，理想的值隨各文化而不同。在西方文化中，比較理想的腰臀比是0.70。其他可能的外貌吸引力因數包括有較低的身高體重指數、較細的腰圍、較長的腿、較大的下背部曲率。苗條或豐滿體型的偏愛會隨文化而不同，不過多半可以預期。若是食物稀少的地區，豐滿體型的女性表示其社會地位較高，較有吸引力，但在西方國家則恰好相反。
男性一般會希望妻子的年齡比自己小一點，理想年齡差也會隨文化而不同。較年長的男性會希望和妻子的年齡差距大一些，而青少年可能會喜歡比自己略年長一點的女性。
在人類交配策略中，外貌因素的重要程度會依不同文化而有不同。

### 非外貌因素
男性在選擇長期伴侶時，會希望有聰明、仁慈、善解人意以及健康的伴侶，也會希望伴侶有相同的價值觀，在個性及態度上也有相似之處。
女性婚前贞操的重要性，會隨不同的文化而有不同。不過在各文化中，妻子婚外情帶給男性的痛苦，比其他妻子所能造成的傷害都要大。

## 性行動
許多因素會影響男性的性行動，包括演化的傾向（例如對隨意性行爲的興趣），以及有關個體及社會性，和成長方式、個性，以及目前感情狀態有關的因素。

### 對性開放的興趣
相較於女性，男性對隨意性行爲的興趣較高。平均而言，男性比較希望有多位的性伴侶，在尋求性行為可能性的等待時間較短，在尋找短期對象時的標準明顯的下降，會較多的性幻想，而且許多幻想會和有多名性伴侶有關，比較容易因為性慾而驅使其他的行為，比較容易為了失去性行為的可能性而感到遺憾。男性有婚外緋聞的比率較高，也比較會尋找性伙伴（非戀愛關係，但有性行為的朋友），也比較常會進行性交易或一夜情。

### 教养與个性
一項研究發現，好幾種因素會影響兩性首次性交的年齡。在該項研究中，不論年齡層（13-18歲）為何，具有以下特徵的人都會相對少地發生性行為：雙親仍在婚、社經背景較高、學業表現較佳、宗教信仰較虔誠、照顧者對自身期望較高、較感受到照顧者的關懷。相比之下，身體意象較佳的人較多會發生性行為。

### 社交性
擁有固定伴侶關係的男性的社交性性取向受到約束，他們的性行為跟沒有相關限制的男性不同。社交性性取向受約束的男性較不願與固定伴侶以外的人發生性關係，且較不會隨心而行，以為了跟伴侶保持情感親密，對之忠贞不渝。
社交性受約束的男性较少接近腰臀比例較低（0.68–0.72）的女性，这一比例一般較有吸引力。

### 亲代投资期望
伊丽莎白·卡什丹認為，两性交配策略的差異，可由對男性在亲代投资上花費多少的期望來解釋，她同时提出了支持此一假說的證據。若相關期望較高，男性便會傾向於以展示投資能力的方式吸引女性。除此之外，與沒有受到期望的男性相比，受到相關期望的男性較有可能強調自己對心儀对象多麼忠貞不渝。相關期望較低的男性則會以自身的性吸引力或性能力作賣點。卡什丹認為研究支持了以下觀點：受到亲代投资期望的男性較為看重展示他們多麼忠貞不渝，而這一種策略的成本較高（因為繁殖機會較少）。這說明這一種行為是有益的；要不是有益的，那麼就不會被選擇上。

### 父子确定性
父子确定性，即一名男性在多大程度上知道或相信一名女性的孩子是他的。
在奉行多配偶制的社會中，男性可能在父子确定性較低時，表現出更大的性嫉妒。這是因為他們不想承擔花費時間資源去養育一名不屬於他們的孩子的風險。
不同文化的社經差異也會影響父子确定性。在一些像纳米比亚般，習慣「自然生育」的國家當中，96%男性表現出一定程度的性嫉妒。
除此之外，若某地避孕用品或方法不能夠容易取得，那麼父子不确定及放棄養育的可能性也會增加。

### 性暴力
強姦的施行者大多為男性，相關數字遠比女性施行者為多。這可能是因為强奸本身為其他演化機制（比如對多個性伴侶的渴求、渴望在零投入的情況下發生性關係、對性機遇的敏感度、物理攻擊能力較強）所带來的非適應性副產物。就男性的情況而言，性别角色及性權利感皆為與強姦有關之態度及行為的預測因子。但也有理論從演化心理學角度出發，認為強姦本身就是自然选择底下的一種適應策略，以此解釋部分案例中男性的行為。此一解釋受到來自好幾個領域的學者批評。戴维·巴斯表示，不論哪一種原因，都欠缺明確證據佐證。

## 男男性行為

### 性取向與認同
性取向是指男性、女性，抑或兩性對某人所產生的相對吸引力。大多研究性取向的研究者聚焦於探討產生吸引力的模式，而較少著墨於他們的行為或認同。這是因為文化會對行為及認同產生影響，而行为和认同最終都可歸因於所受到的吸引。
社會上一些人不是絕對的异性恋者或同性戀者，而是在某程度上屬於双性恋者。Bailey等人估計，不論文化如何，當中大多数人的性取向都會完全倾向另一種性别，少数人的性取向會完全或不完全地倾向同一性别。在一項西方調查中，約93%的男性自認為「絕對的异性恋者」，4%自認「多半為異性戀者」，0.5%自認為「較兼愛的雙性戀者」，0.5%自認「多半為同性戀者」，2%自認為「絕對的同性戀者」 一項對67份研究的分析發現，男性與同性發生性行為的終生盛行率（不考慮性取向）因地而異——东亚地区为3-5%，南亚和东南亚地区为6-12%，东欧地区为6-15%，拉美地区則为6-20%。世界卫生组织估計，全球人口當中約有3-16%為男男性行为者。
性取向可以用自我評估量表量測，也可以用生理測量的方式確認。有許多種生理測量的方式，包括先給予男性及女性的性感素材，再量測陰莖勃起時間、觀看時間、功能性磁共振成像（fMRI）以及瞳孔放大程度，這些結果都和自我評估的結果有高度的相關性，其中包括自我評估是「多半為異性戀者」或「多半為同性戀者」的男性。
同性戀對一個人的社會認同影響程度會隨文化而不同。在人類文化中，是何時將同性戀的性欲以及行為加以概念化，這個問題仍有許多爭議。
現今眾多社會的人民皆會以其伴侶的性別為依據，以此定義自身的性認同。但對於一些社會來說，性別角色才是定義的主要考量點，性行為上的表現反而較為次要。

### 成因
儘管尚未有一種有關性取向形成的理論得到科學界廣泛支持，但生物性因子得到更多的證據支持，對於男性的情況而言更是如此。相關證據包括不論文化， 同性戀跟童年時的性別不確定皆有一定關係；双生子研究中所發現的中度遺傳影響；產前激素對腦部組織的影響；出生次序的影響；在男嬰因身體畸形，而被視作女童抚养的情況下，他們日後還是會認為女性較有吸引力。社會性因子的支持證據仍是十分薄弱，且當中受到混雜因子扭曲的情況也不在少數。跨文化證據仍偏向於非社會性因子。與相對不包容同性戀的文化相比，偏向包容之的文化也沒有出現相關盛行率顯著較高的現象。儘管男同性戀行為在英國單性別寄宿學校當中相對普遍，但曾就讀相關學校的英國成年人沒有出現從事更多同性戀行為的傾向。即使是較為極端的例子 ——桑比亞人——他們的青少男需在該段時期從事同性戀行為後，才能與女性交往，他們大多於最後也會成為異性戀者。
目前研究者尚不完全了解哪種存於基因庫中的基因為「同性戀基因」。另外有假設以親屬選擇的角度來解釋，認為同性戀者會對他們的近親後代進行大量投資，以抵消不直接繁殖的成本。儘管此一解釋並不受到以西方文化為背景的研究所支持，但數項於萨摩亚進行的研究提供了一些支持證據。另有假說以性对抗性基因為基礎，這使得同性戀傾向在男性當中表達；但若在女性方表達，則會增加繁殖機會。研究顯示不論文化背景西方與否，此一假說都受到證據支持。
除了上述假說，亦有假說認為同性戀行為本身就是一種适应表現，以讓同性男子建立同夥關係，不過這種傾向因每個人的基因而異，且較常在需為得到女性伴侶，而發生激烈競爭的情況下出現。演化心理學家戴维·巴斯對之予以批評，稱大部分文化的年輕男性皆不需要以同性戀行為來建立同夥關係，反之同性間的夥伴關係很多時候皆不需要涉及任何的性行為。此外他還說沒有證據顯示從事同性戀行為的人在建立相關關係上表現較好。其他研究者同樣對之有所批評，評論道有關性行為的跨文化數據很粗略，質量不一：並指沒有必要認為同性戀行為跟其他性行為不同——即認為它不是中性的副產物，而是直接選擇下的結果；並指假說忽略了性取向本身；並認為這跟雙性戀者或同性戀者獲得較少父愛的結果相矛盾；靈長類動物的同性戀行為不是能夠劃一解釋的，而是有很大差異的現象；且由於人類是以性方面的情感為依據，來選擇同性性伴侶的（跟倭黑猩猩相反），故此相關的同性關係一般只會在對方對之也有好感的情況下發生，這類型的變異也不能以自然選擇來解釋。

## 註解
1. ↑  sexuality可翻譯為性存在、性現象、性態、全性，相較於sex，sexuality較為強調社會學與心理學上的性，進一步說明可以參考人类的性#意義及翻譯